# 纤泳鱼龙属
纖泳魚龍（學名：Leptonectes）是種已滅絕魚龍目，生存於三疊紀晚期（瑞提階）到侏儸紀早期（普林斯巴赫階），化石發現於比利時、英格蘭、德國。 